# Farnborough International Airshow
Die Farnborough International Airshow ist eine internationale Messe der Luft- und Raumfahrt.
Sie findet am Farnborough Airfield bei Farnborough (Hampshire) im Vereinigten Königreich in jedem geraden Jahr Ende Juli statt und wechselt sich mit der Pariser Luftfahrtschau ab. Die Flugschau steht in Konkurrenz zur wenige Monate vorher stattfindenden Internationalen Luft- und Raumfahrtausstellung in Berlin.
Sie ist eine der wichtigsten Luftfahrtmessen der Welt. Manche Hersteller sind bemüht, gerade auf der Luftfahrtmesse möglichst viele Flugzeugaufträge zu erhalten, um diese medienwirksam verkünden zu können. Gelegentlich verzögern sie auch die Veröffentlichung von Aufträgen bis zum Termin einer Messe.

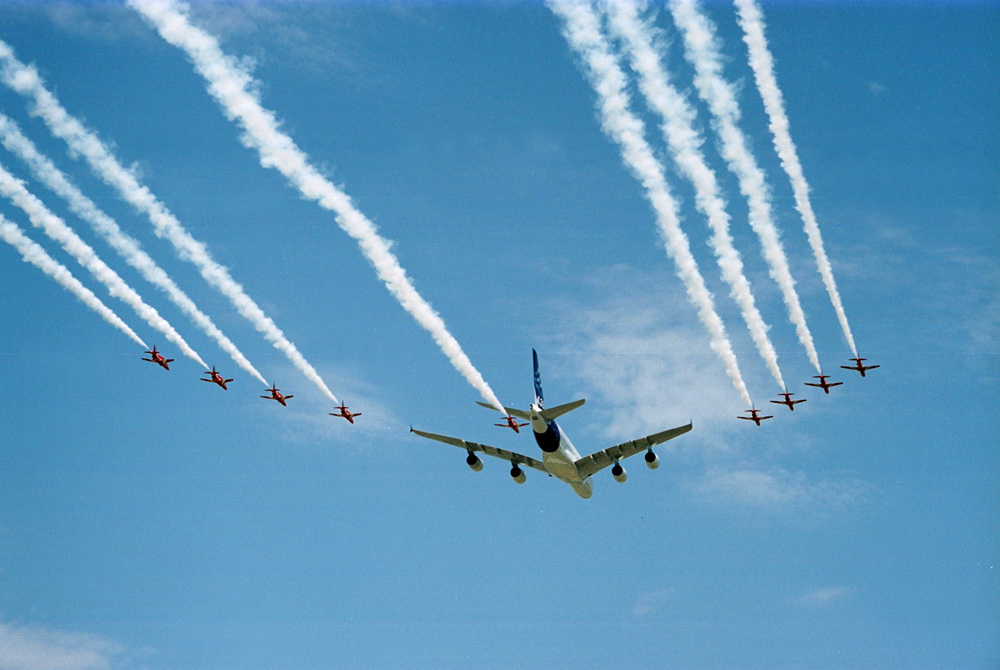
Airbus A380 und die Red Arrows

## 44. Farnborough 2004
Die Messe fand vom 19. bis zum 25. Juli statt.

## 45. Farnborough 2006
Farnborough verzeichnete vom 17. bis zum 23. Juli über 130.000 Besucher, über 1.480 Aussteller und über hundert ausgestellte Flugzeuge.
Airbus zeigte unter anderem die A380 in Flugvorführungen und gab 163 Aufträge und Kaufzusagen − darunter auch für die überarbeitete A350 XWB – sowie 77 Optionen bekannt. Boeing hielt sich, wie gewohnt, mit Flugvorführungen zurück und vermeldete 79 Aufträge und Zusagen sowie drei Optionen für Verkehrsflugzeuge (unter anderem die 747-8). Der Erfolg von Airbus bei den Aufträgen ist jedoch vor dem Hintergrund der Auftragslage des laufenden Jahres zu sehen, in dem Boeing auch bis nach der Flugschau in Führung lag.

## 46. Farnborough 2008
Folgende Bestellungen und Vorverträge wurden zwischen den fünf großen Flugzeugherstellern und Airlines zwischen dem 14. und 20. Juli 2008 geschlossen:

## 47. Farnborough 2010
Zur 47. Messe am 18. Juli 2010 landete der Dreamliner Boeing 787 erstmals in Europa. Die Messe fand vom 19. bis zum 25. Juli statt.
Folgende Bestellungen und Vorverträge wurden zwischen Flugzeugherstellern und Airlines zwischen dem 19. und 22. Juli 2010 geschlossen:

## Termine nach 2010
- 2012: 09.–15. Juli
- 2014: 14.–20. Juli
- 2016: 11.–17. Juli
- 2018: 16.–22. Juli
- 2020: 20.–24. Juli, auf Grund der COVID-19-Pandemie abgesagt[2]
- 2022: 18.–22. Juli[3]

## Zwischenfälle
- Am 30. August 1958 war der Prototyp der Handley Page Herald 100 der Herstellerfirma Handley Page Aircraft Company (Luftfahrzeugkennzeichen G-AODE) als Vorführmaschine auf dem Weg vom Flugplatz in Woodley (Berkshire) zur Internationalen Luftfahrtschau Farnborough. Nach einer halben Stunde Flugzeit brach im linken Triebwerk ein intensives und unkontrollierbares Feuer aus, verursacht durch den Bruch einer Turbinennabe im Rolls-Royce-Triebwerk. Nach einem Notsinkflug wurde eine Notlandung in einem Feld nahe Milford bei Godalming durchgeführt, bei der das Flugzeug zerbrach und Feuer fing. Alle 9 Insassen, 2 Piloten und 7 Passagiere, überlebten.[4][5]